# Kafui Adjamagbo-Johnson
 (mai 2014).
- Si vous ne connaissez pas le sujet, laissez ce bandeau (vous pouvez alors contacter les auteurs).
- Si vous supprimez le contenu mis en cause (vous pouvez préalablement contacter les auteurs),

argumentez précisément cette suppression dans la page de discussion
(un manque de référence n'est pas un argument ; une recherche réelle de référence doit avoir été effectuée, être formellement documentée).
Brigitte Kafui Adjamagbo-Johnson (née le 26 décembre 1958 à Bassar au Togo) est une juriste, femme politique et une militante des droits de l'homme togolaise, première femme candidate à une élection présidentielle dans son pays,,.

## Biographie
Née le 26 décembre 1958 à Bassar(localité située au nord-ouest du Togo), Kafui Adjamagbo-Johnson est née de Paul Adjamabgo (médecin) et de Comélie (sage-femme),.Elle fait ses études primaires, secondaires et universitaires au Togo; où elle obtient une maîtrise en sciences juridiques en 1983; avant de s’envoler pour Paris où elle décroche un DEA en droit privé à l'université de Paris V, Malakoff, puis un second DEA en droit privé et droit comparé, option droits africains et afin obtient sa thèse de doctorat en 1986 à l'université de Paris I Panthéon Sorbonne.
Revenue au Togo, elle entame une carrière d’enseignante à l'École supérieure des carrières juridiques et administratives (ESACJ), l'actuelle faculté de droit de l'université de Lomé, d’abord comme vacataire, puis assistante titularisée en 1988.

## Parcours politique
La carrière politique Kafui adjamagbo-Johnson démarre aux lendemain du 5 octobre 1990; avec l'obtention de son Doctorat en droit et à son engagement dans la CDPA étant membre fondatrice. Élu au poste de  Rapporteur Général du Bureau Provisoire de la Conférence Nationale souveraine en 1991, elle fut surnommée "le président me charge de vous dire". Elle décroche si vite des postes très importante dans la politique.
Elle a siégé au Haut Conseil de la République (HCR), le Parlement de transition, avant d’être nommée ministre du Bien-Être social, des Droits de l’homme et de la Solidarité nationale dans le premier gouvernement de transition
Sortie du gouvernement, elle crée des femmes venant de tous horizons politiques le Groupe d’action et de réflexion Femmes, Démocratie et Développement (GF2D), dont elle est la secrétaire générale jusqu’en 1997.
En mars 2010, elle est la première femme candidate à l’élection présidentielle au Togo. Depuis août 2012, est la secrétaire générale de la Convention démocratique des peuples africains (CDPA), un parti d'opposition.
Opposante des fonctionnalités et de certaine décision prise par l'Etat, elle est la seule femme à être élue de la liste Dynamique pour la majorité du peuple (DMP) à l'Assemblée nationale,.

## Militante des droits humains
Parallèlement à la politique, elle milite pour la démocratie et les droits de l'homme dans plusieurs organisations de la société civile : Non-Violence et Démocratie et le Collectif des Associations féminines (CAF), qui a été à l'avant garde de la lutte pour la démocratie aux côtés des partis politiques d'opposition. Son engagement ne s’arrête pas au Togo et à ce titre elle a occupé plusieurs autres postes de responsabilité, notamment la présidence du Forum de la société civile de l’Afrique de l’Ouest (FOSCAO), de 2004 à 2006.
Aujourd’hui, elle est la coordonnatrice de WILDAF/FEDDAF (Femme Droit et Développement en Afrique), un réseau sous régionale pour l’Afrique de l'Ouest. Dans ce cadre, elle a joué un rôle clé dans le plaidoyer qui a conduit l’Union africaine à adopter en 2003 le Protocole à la Charte africaine des Droits de l’homme et des peuples relatif aux Droits des femmes en Afrique.